# Bieber (Kinzig)
Die Bieber ist ein knapp siebzehn Kilometer langer linker und südlicher Zufluss der Kinzig im Main-Kinzig-Kreis im hessischen Spessart.

## Geographie

### Alexander Scharff-Quelle

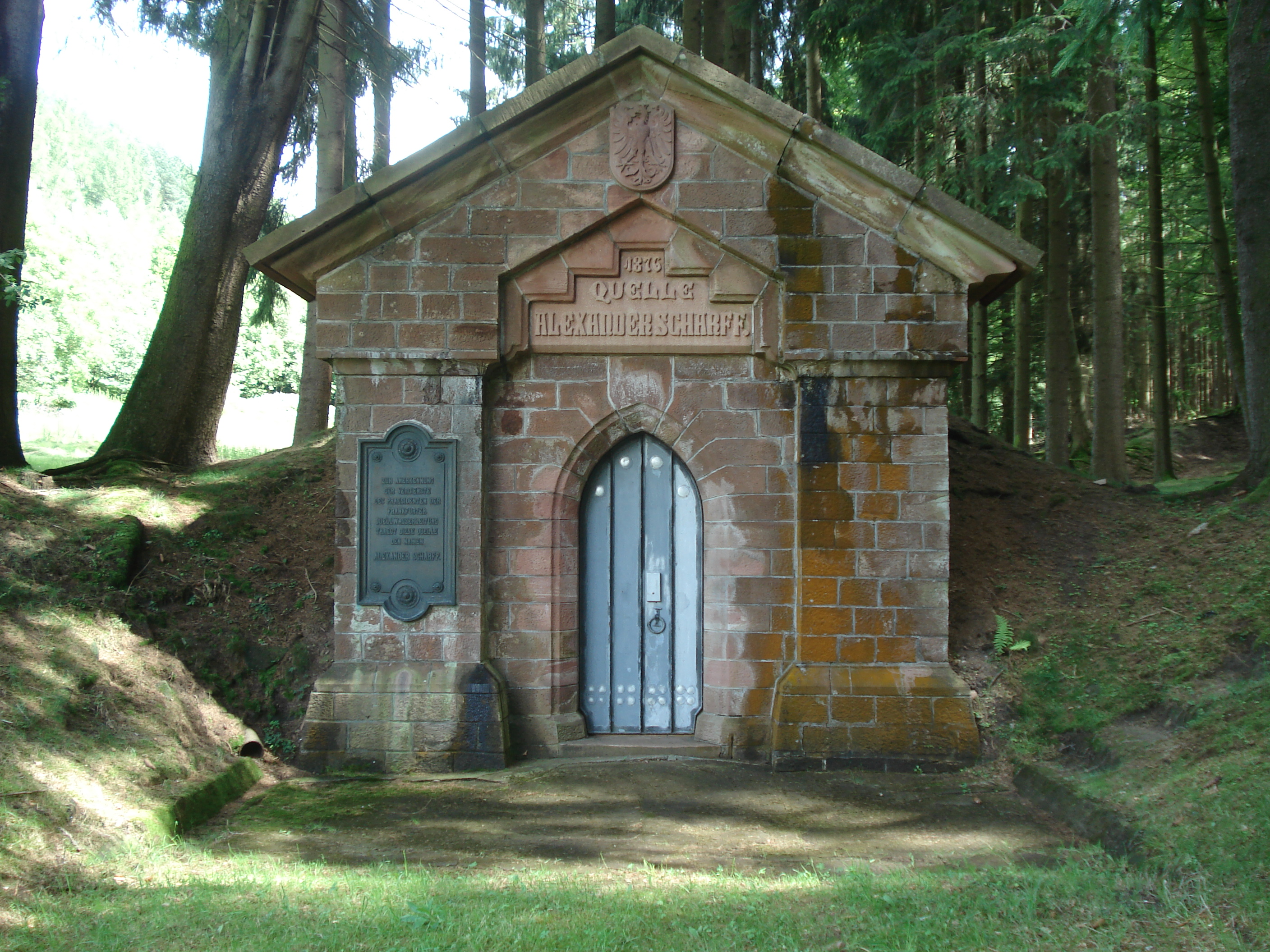
Das Quellhaus der Alexander Scharff-Quelle

Die Bieberquelle liegt südöstlich von Biebergemünd-Röhrig. Früher entsprang der Bach der Großen Bieberquelle, die seit 1876 als Alexander Scharff-Quelle gefasst ist und zusammen mit zwölf weiteren Quellen im Spessart, darunter die nebenan liegende Quelle Frankfurt (zuvor Kleine Bieberquelle), heute in die Trinkwasserversorgung von Frankfurt am Main einspeist. Diese beiden Quellen haben heute keinen oberirdischen Abfluss zur Bieber mehr, so dass sie heute in Feuchtwiesen einige Meter talabwärts entspringt. Zeitweise speisen auch noch die Überläufe von einigen anderen gefassten Quellen den jungen Bach. Nach Starkregen oder der Schneeschmelze entsteht der Bach noch weiter talaufwärts. Das Bett des dann wasserführenden Oberlaufs ist um die Trinkwasserquellen herumgeführt und mündet von rechts in den gewöhnlichen Lauf der Bieber.

### Verlauf
Etwa 500 m nach ihrer Quelle wird die Bieber vom oft wasserreicheren Obermüllerbach verstärkt. Im weiteren Verlauf durchzieht sie die Gemeinde Biebergemünd mit ihren Ortsteilen Bieber, Roßbach, Lanzingen und Kassel. Dort nimmt sie ihren größten Zufluss auf, den Kasselbach. In der Nähe der Gemarkung Wirtheim mündet die Bieber in die Kinzig.

### Zuflüsse
- Obermüllerbach[4] (rechts) (0,3 km)
- Haßbach[5] (links) (1,1 km)
- Untermüllerbach[5] (rechts) (1,0 km)
- Sellbach[5] (rechts) (0,8 km)
- Elsebach (rechts) (0,5 km)
- Büchelbach[5] (rechts) (1,0 km)
- Schwarzbach (links) (3,4 km)
- Großer Roßbach (links) (2,6 km)
- Kleiner Roßbach (links) (2,0 km)
- Lützelbach (links) (5,8 km)
- Kasselbach (rechts) (6,9 km)
- Haitzbach (links) (1,9 km)

### Flusssystem Kinzig
- Liste der Fließgewässer im Flusssystem Kinzig (Main)

## Charakter und Daten
Die Bieber ist ein feinmaterialreicher silikatischer Mittelgebirgsbach. Ihr Einzugsgebiet ist 81,21 km² groß und ihr mittlerer Abfluss (MQ) beträgt 809 Liter pro Sekunde. Der ökologische Zustand des Baches wird als mäßig eingeschätzt.

## Biosphäre
Im Bereich der Bieber kommen u. a. Bachneunauge, Groppe und Wasseramsel vor.

## Trinkwasserquellen

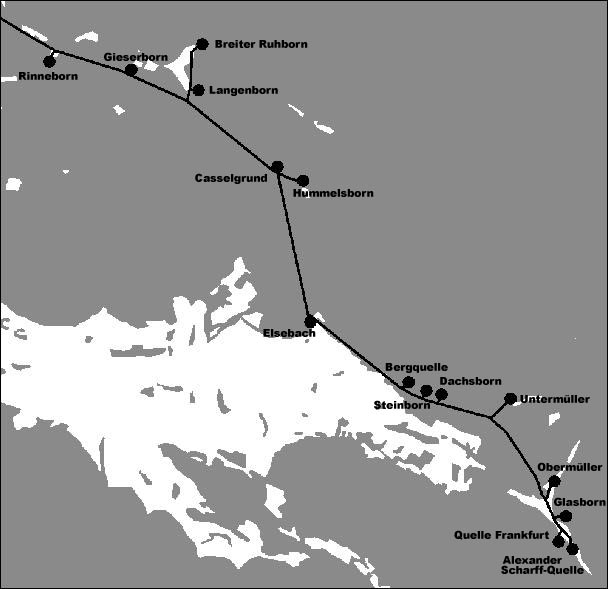
Trinkwasserquellen im „Gewinnungsgebiet Spessart“

Im Einzugsgebiet der Bieber liegen mehrere Trinkwasserquellen, die in die Trinkwasserversorgung von Frankfurt am Main einspeisen. Sie liegen im Bieber- und im Kasselgrund in einem 29 ha großen Gebiet. Die Quellfassungen wurden 1874 errichtet. Sie wurden in mehreren Metern Tiefe auf den anstehenden Buntsandsteinfelsen angebaut. Das dort entspringende Wasser wird in eine überwölbte Brunnenkammer zusammengeführt, von dieser gehen zwei Rohre ab; das gewöhnliche Ableitungsrohr führt das Quellwasser den Sammelkammern zu, das Ablassrohr leitet gegebenenfalls getrübtes oder überschüssiges Wasser aus der Brunnenkammer ins Tal ab. Die Fassungsanlagen sind über eine Eingangstüre, hinter der eine Treppe zur Vorkammer hinabführt, für Wartungsarbeiten zugänglich. Um das Quellwasser vor Verschmutzung zu schützen, verwehren weitere eiserne Türen den Zutritt zu den Brunnenkammern und Vorkammern.
Ein 1,8 m breiter und hoher Stollen verbindet alle Trinkwasserquellen miteinander. Darin verläuft an der Seite ein 600 mm starkes Rohr. Die Stollen liegen überall mindestens zwei Meter unter der Erde und sind auf ganzer Länge begehbar. Alle paar hundert Meter sind Revisionszugänge zur Reinigung und Wartung eingerichtet sowie Überlaufkammern. Diese etwa zehn Kilometer lange gusseiserne Druckleitung unterquert nach der Aufbereitungsanlage am Gieserborn mittels eines Dükers die Kinzig und endet am Sammelbehälter auf dem Aspenhainer Kopf bei Neu-Wirtheim. Dort wird das Spessarttrinkwasser mit dem Wasser von den Vogelsbergquellen zusammengeführt. Durch das Druckrohr der Spessartquellen fließen maximal etwa 100 l/s.
Im „Gewinnungsgebiet Spessart“ liegen die Trinkwasserquellen (in Klammern die durchschnittliche Schüttung):
- Alexander Scharff-Quelle (12 l/s)
- Quelle Frankfurt (1,3 l/s)
- Glasborn (8,7 l/s)
- Obermüller (20,5 l/s)
- Untermüller (2,1 l/s)
- Dachsborn (5,2 l/s)
- Steinborn
- Bergquelle
- Elsebach
- Hummelsborn (9,2 l/s)
- Casselgrund (1,2 l/s)
- Langenborn (0,4 l/s)
- Breiter Ruhborn (18,3 l/s)
- Gieserborn (10,7 l/s)
- Rinneborn

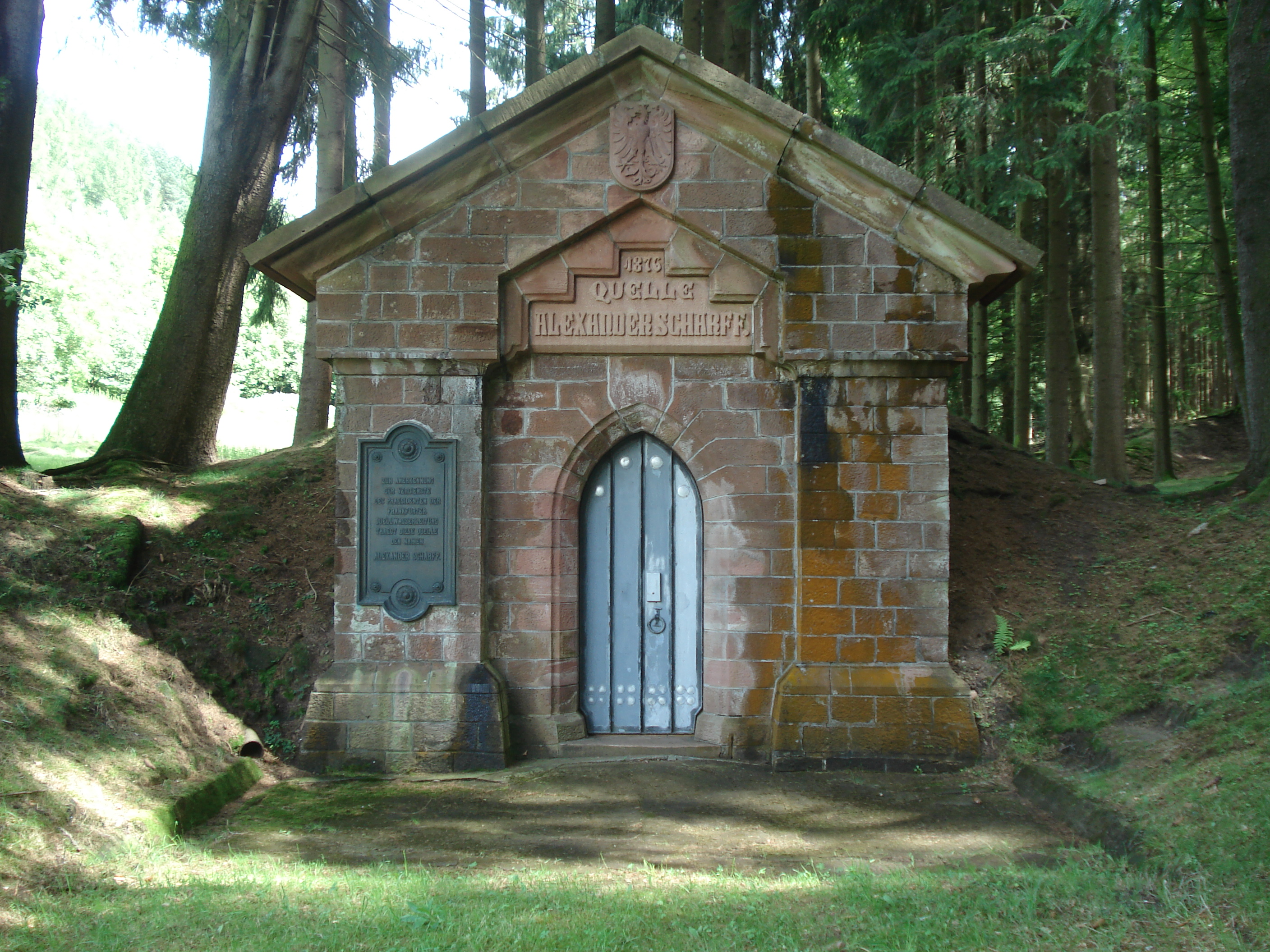
Alexander Scharff-Quelle
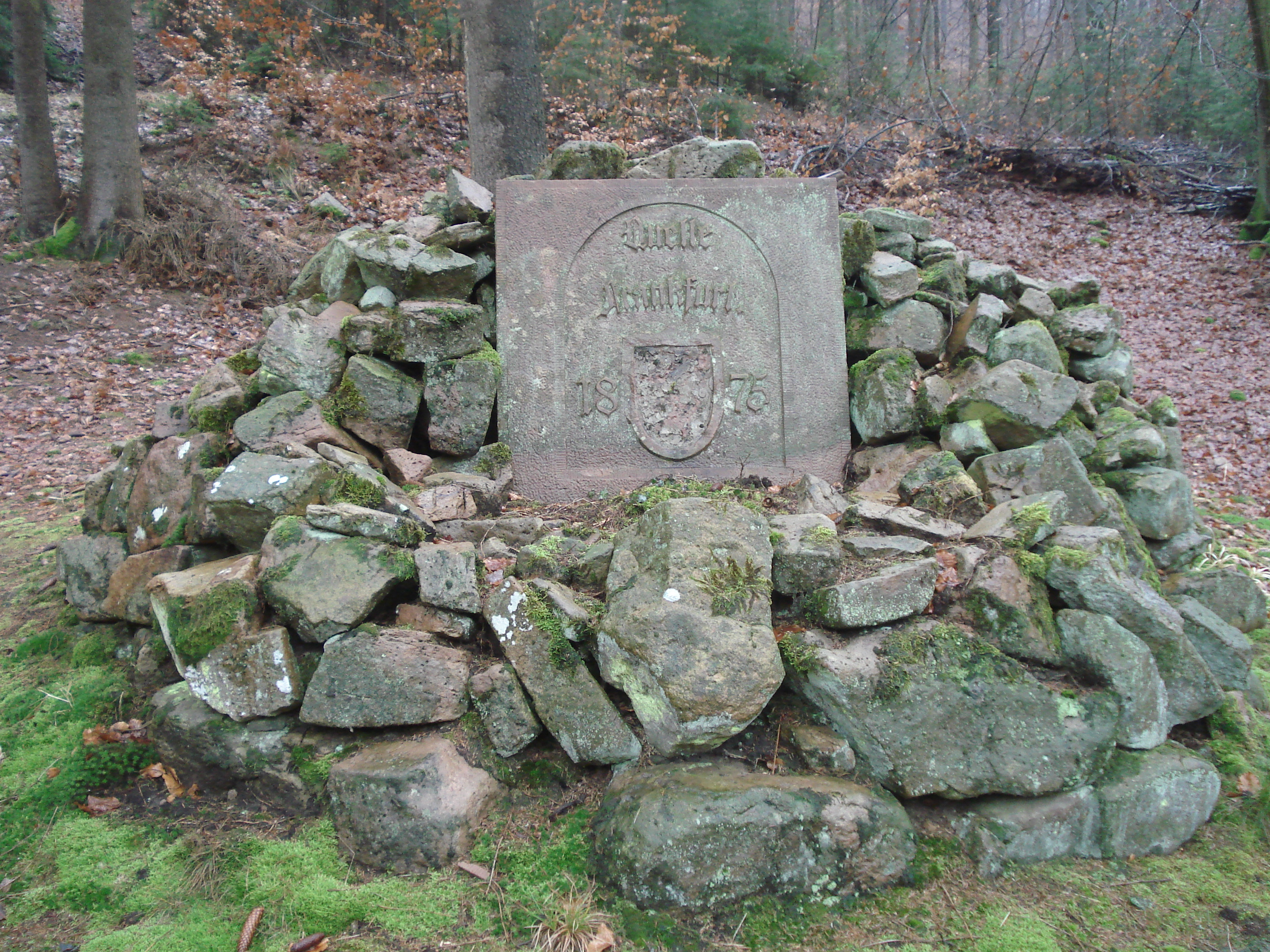
Quelle Frankfurt
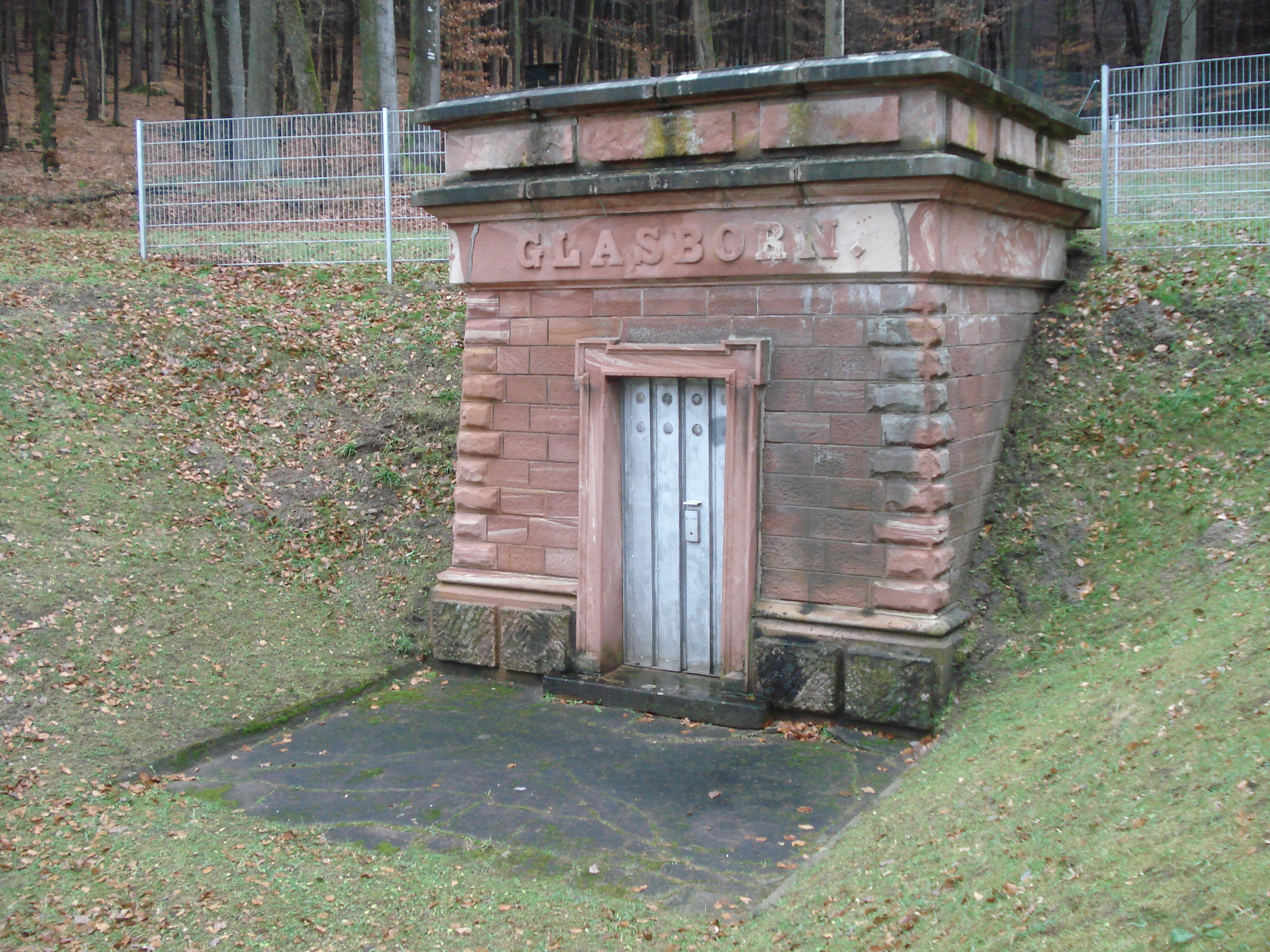
Glasborn
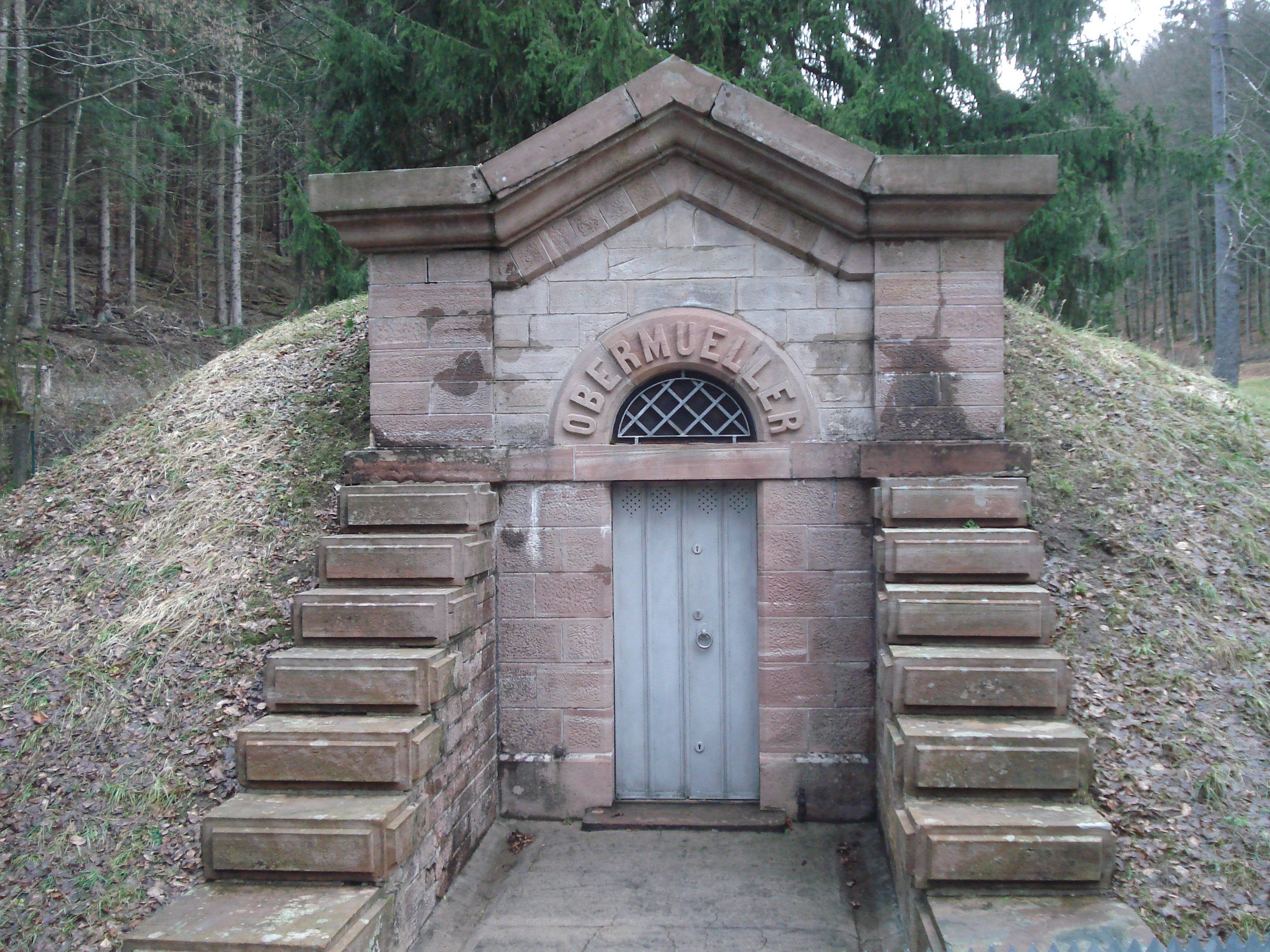
Obermüller
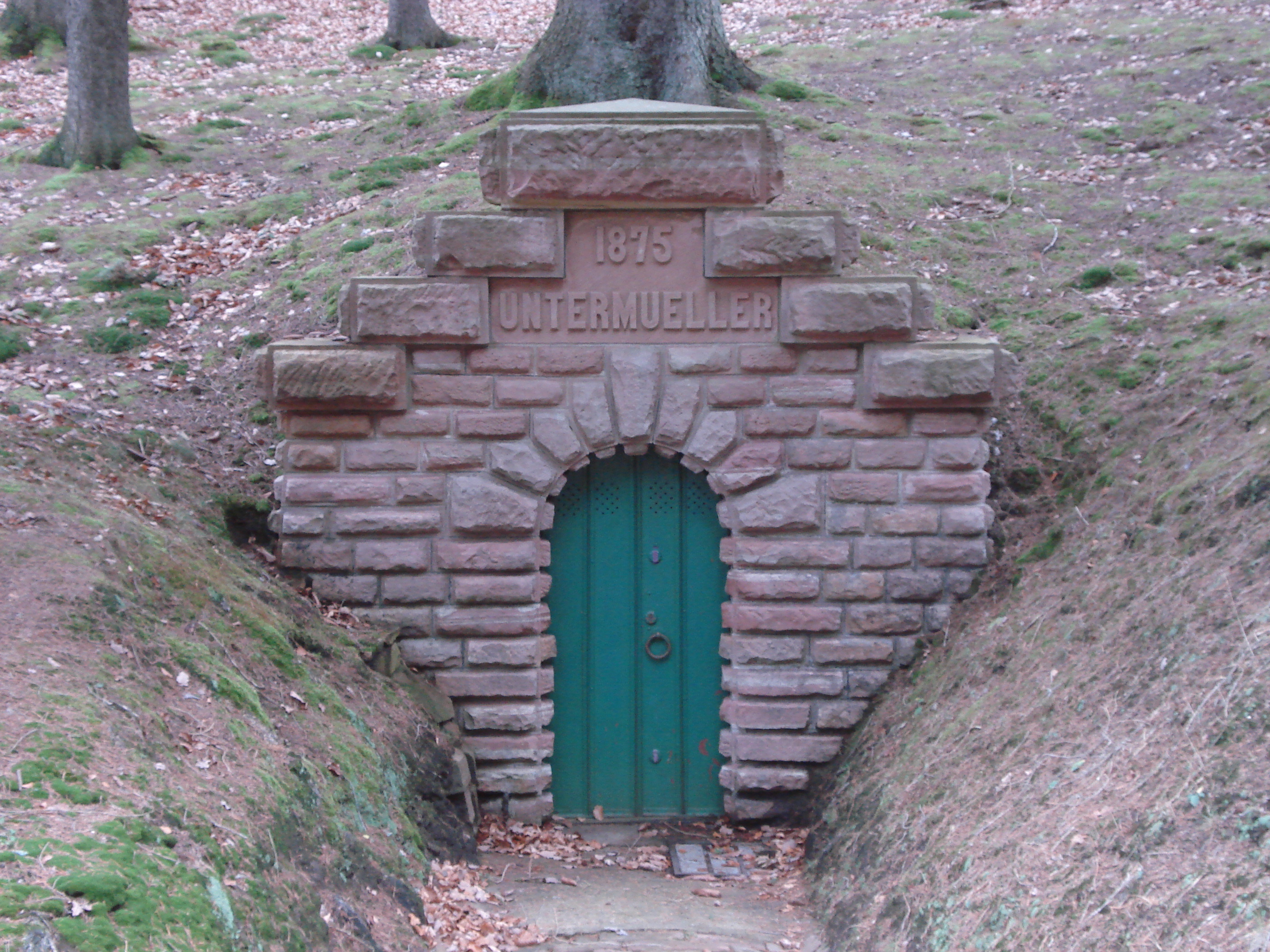
Untermüller
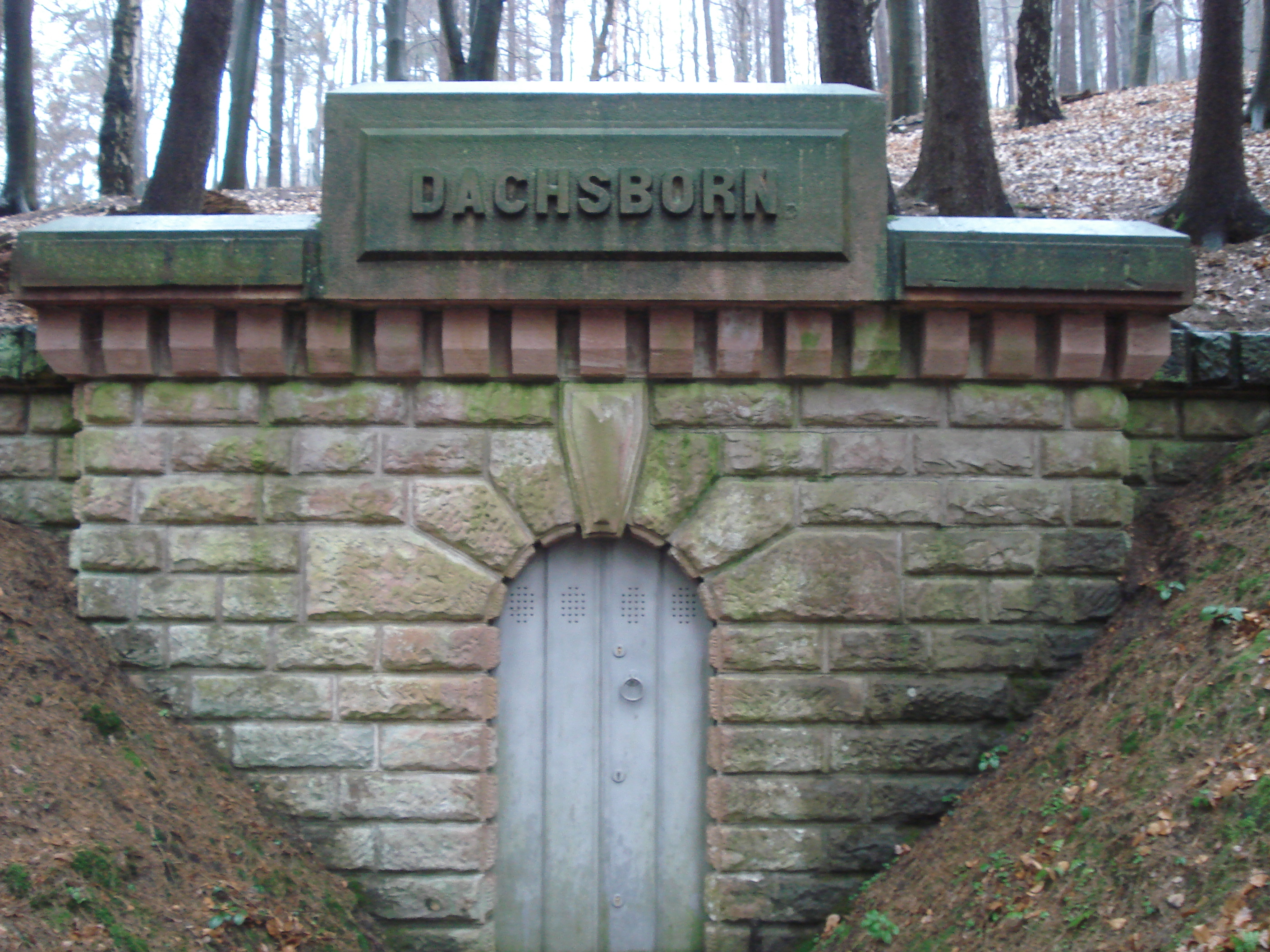
Dachsborn
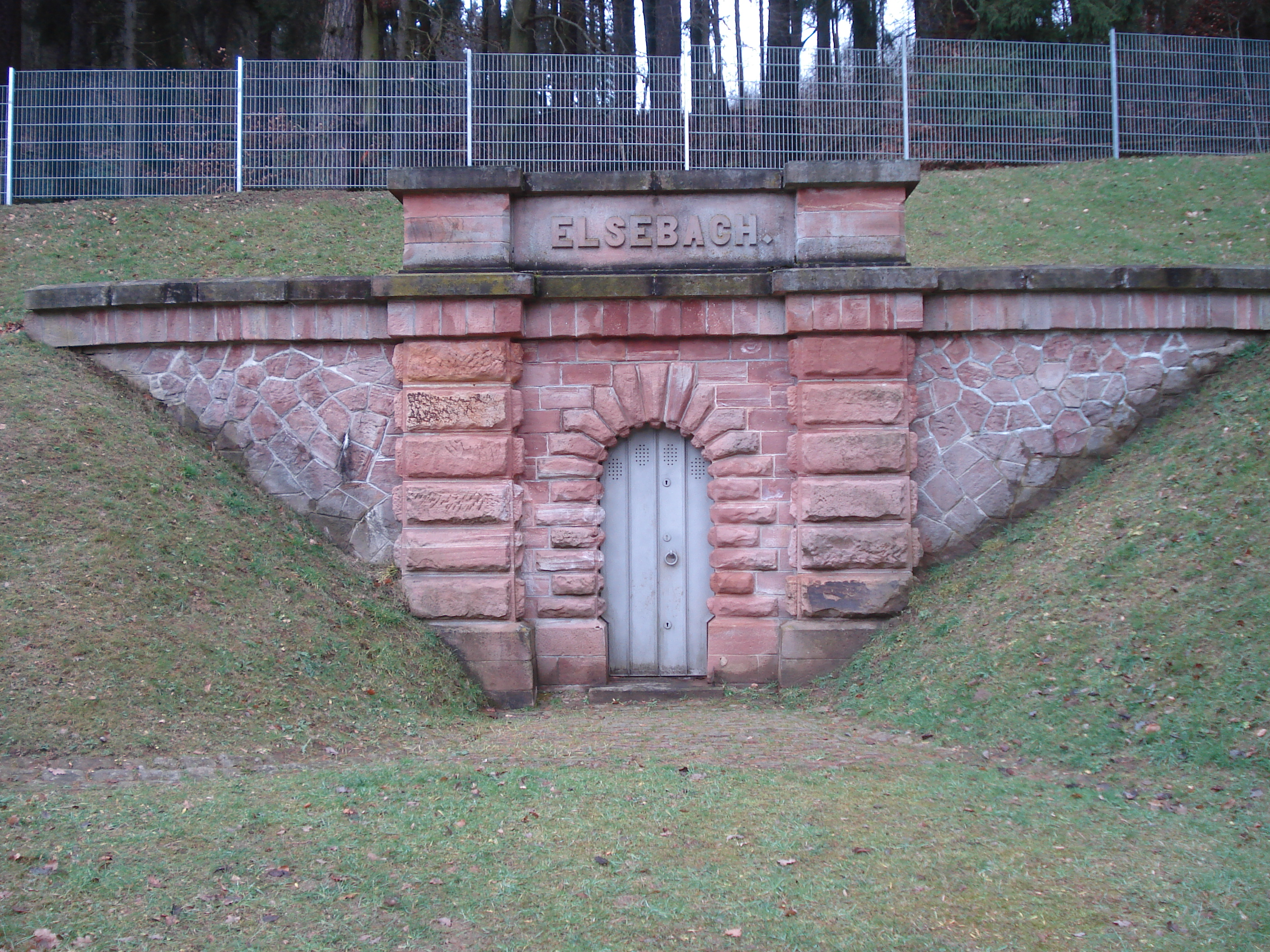
Elsebach
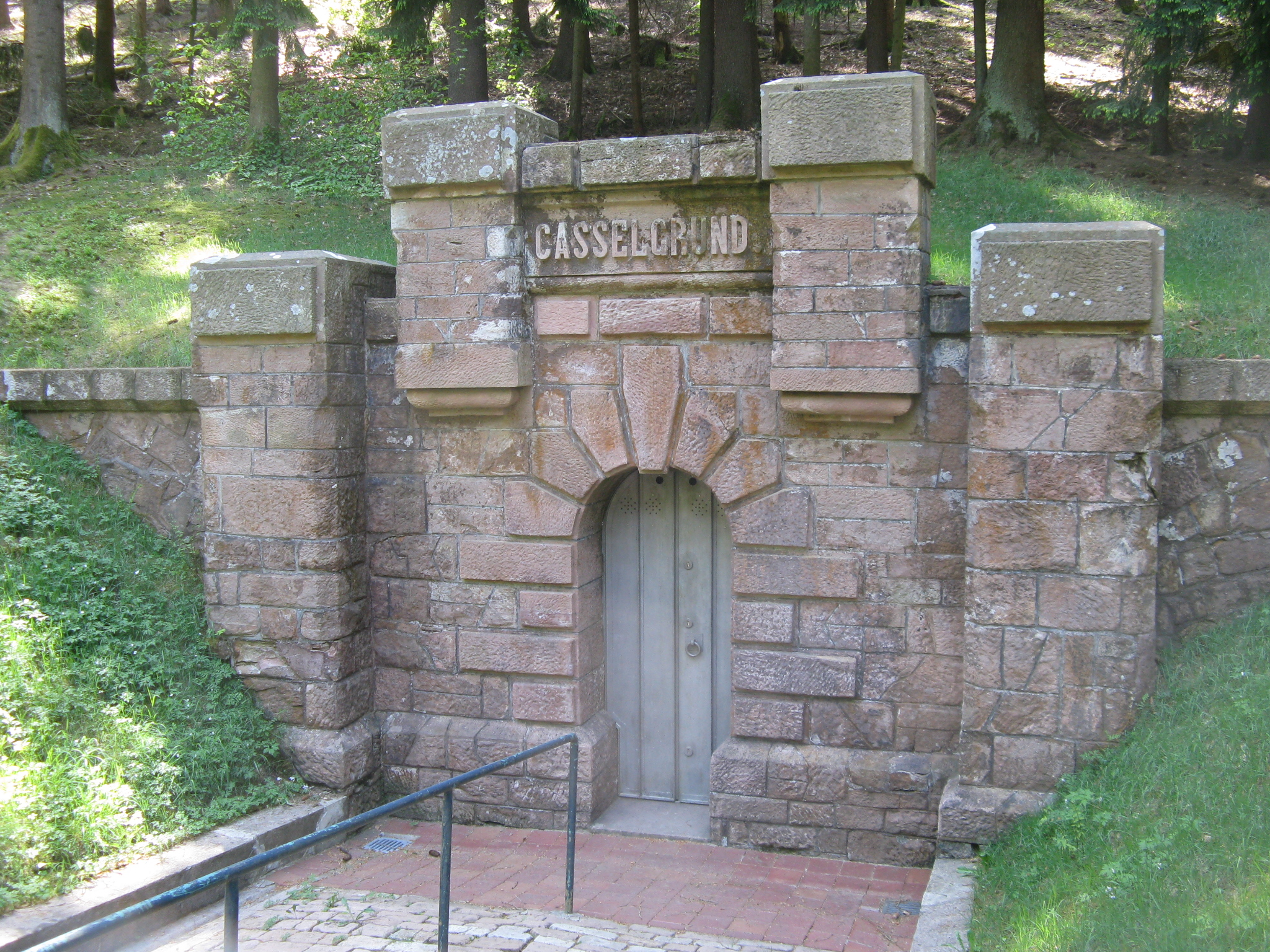
Casselgrund
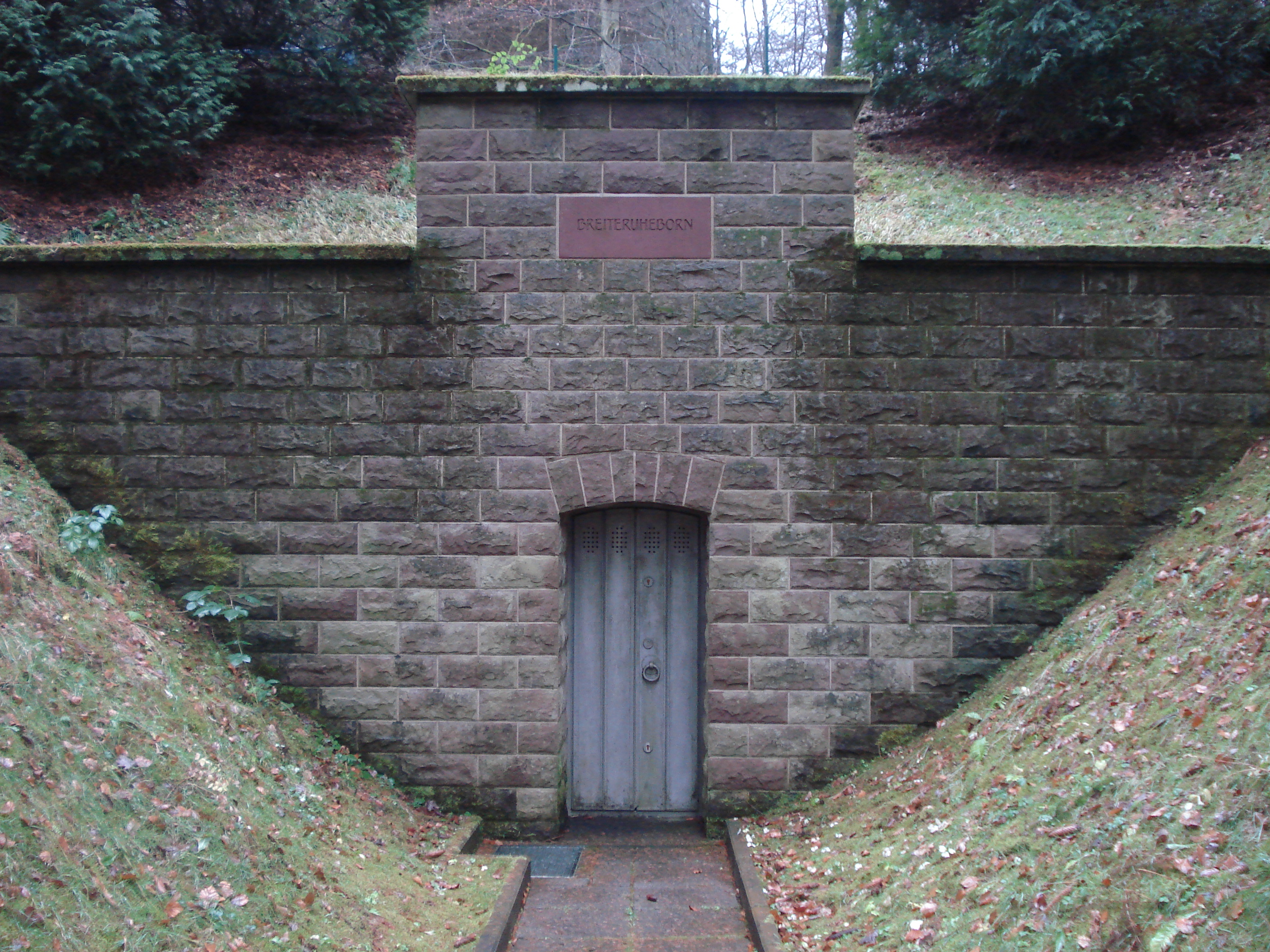
Breiter Ruheborn
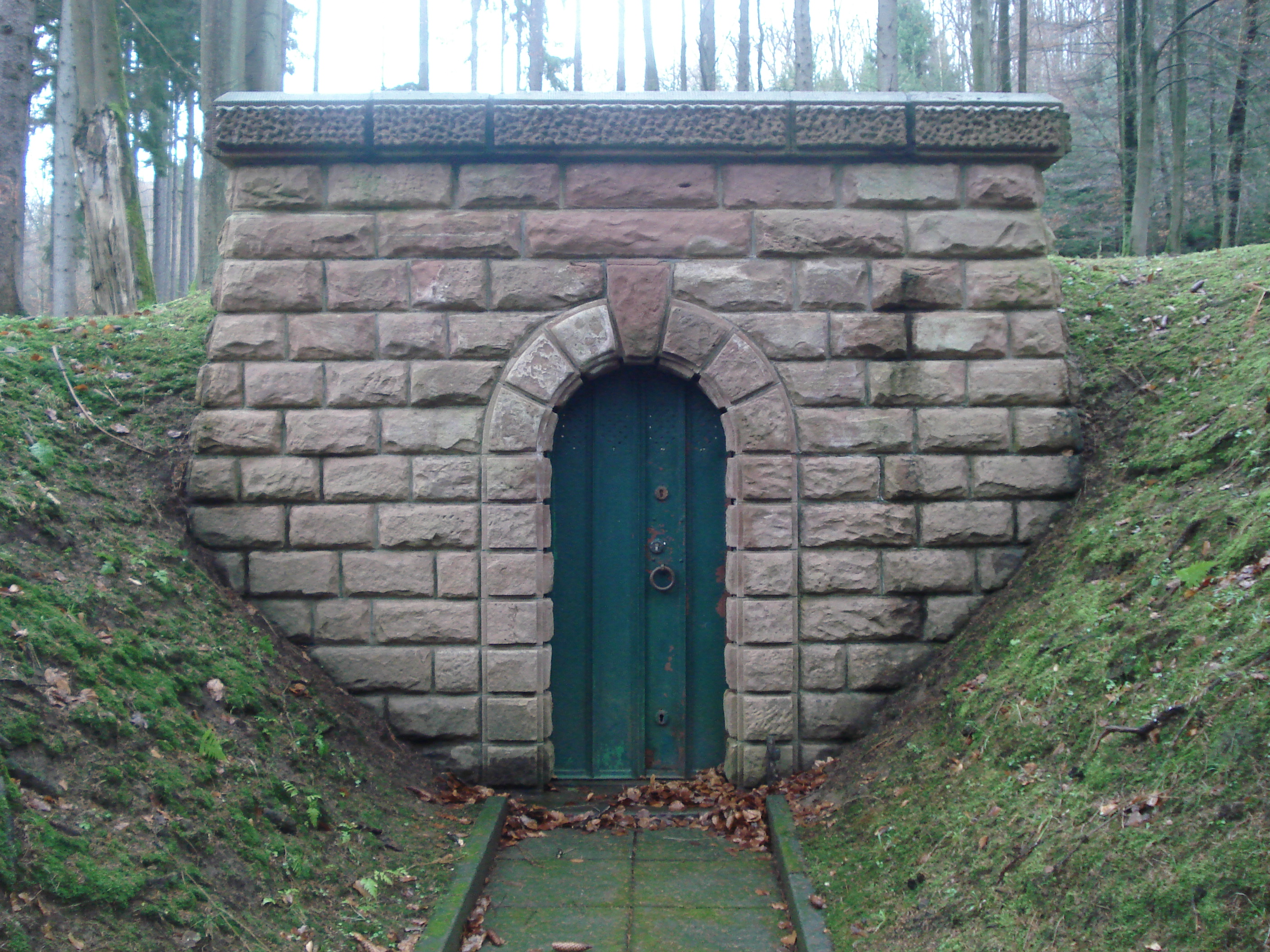
Langenborn
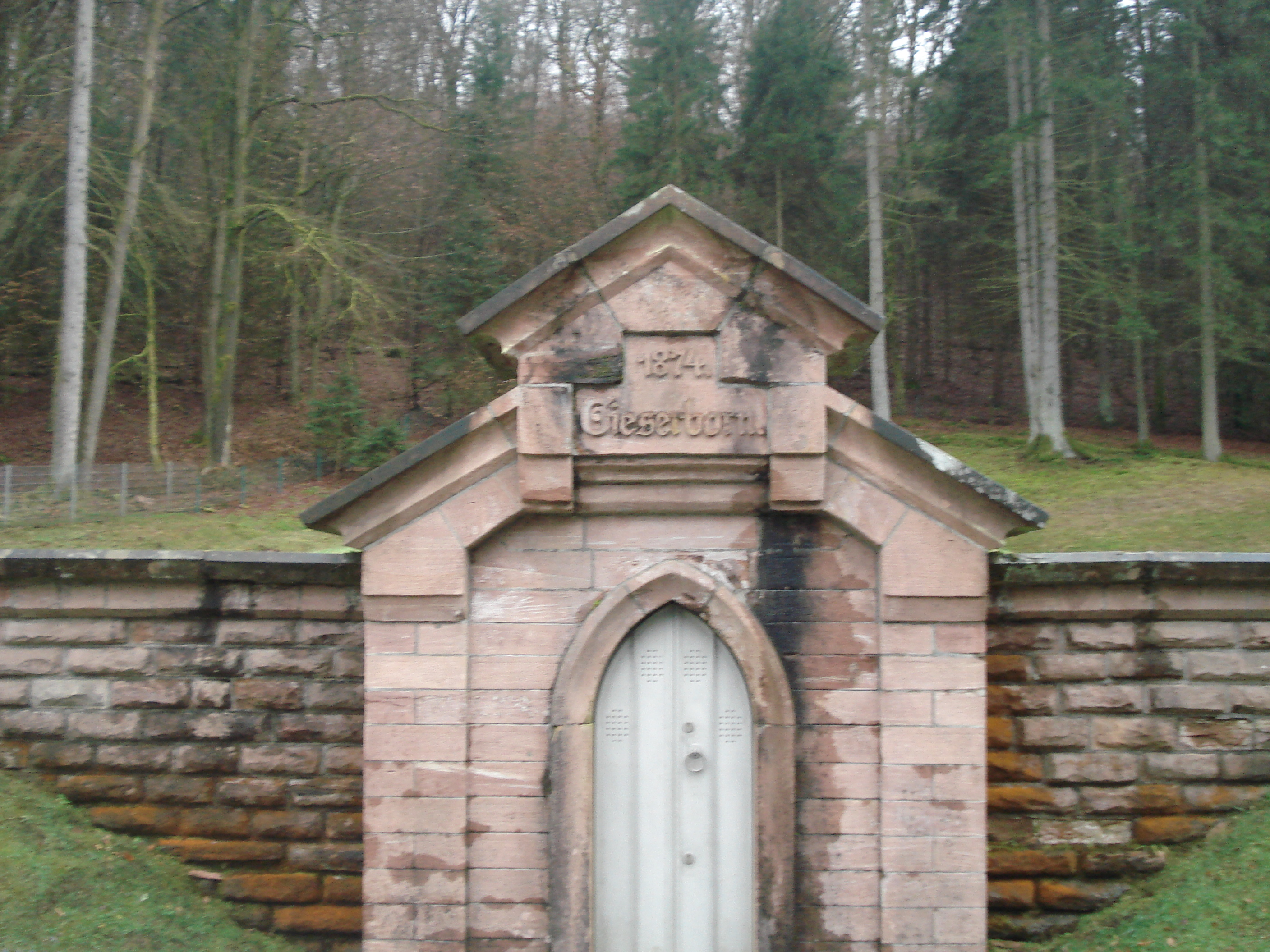
Gieserborn
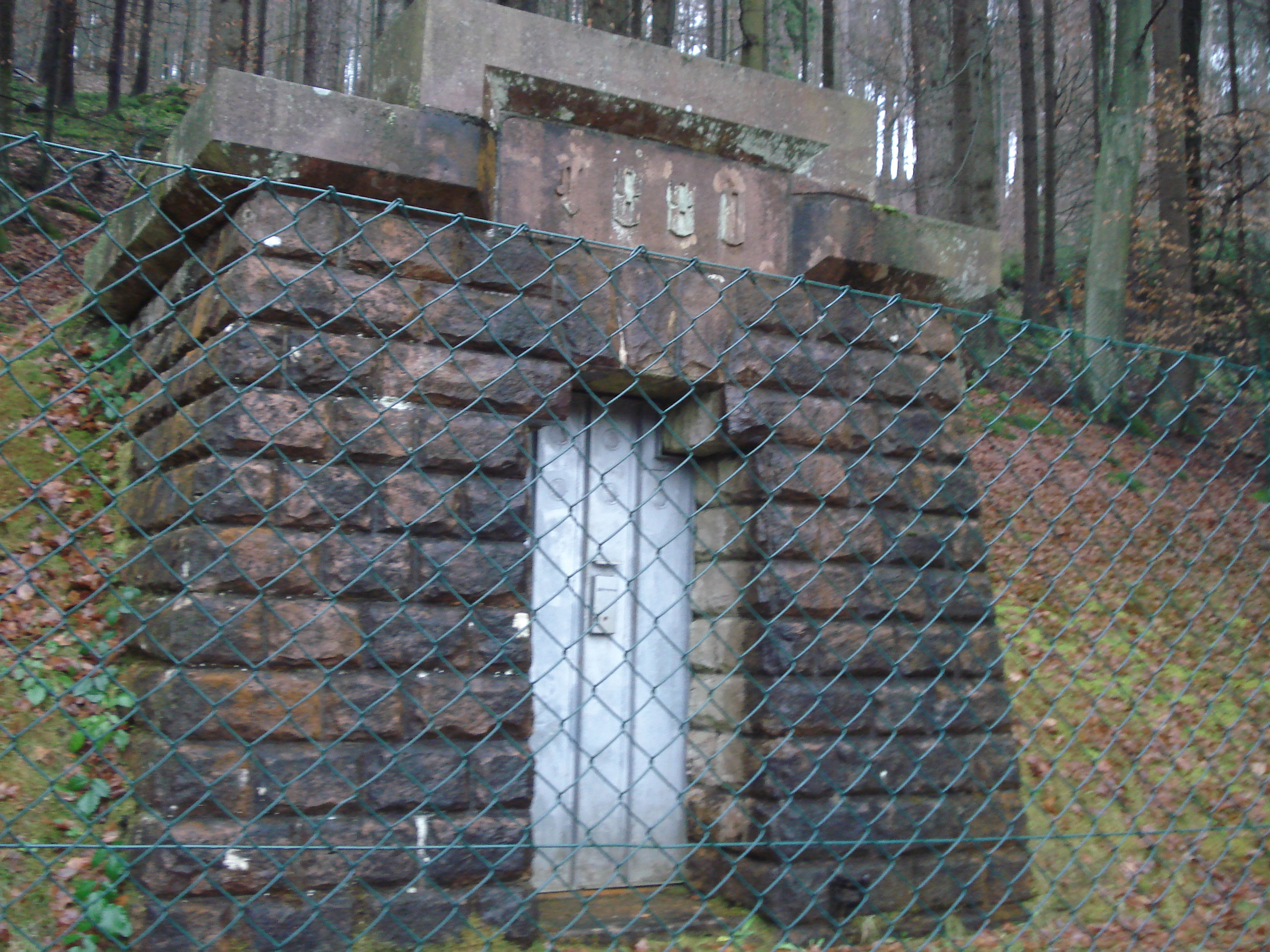
Rinneborn

## Geschichte
Nicht immer war die Bieber ein rein hessischer Fluss. Nach der Neuordnung der Grenzen in diesem Gebiet, infolge des Wiener Kongresses, floss sie von 1814 bis in das Jahr 1868 teilweise auf bayerischem Boden. Sie verließ in dieser Zeit nördlich von Lanzingen das Kurfürstentum Hessen (Amt Bieber) und erreichte das Königreich Bayern (Bezirksamt Gemünden am Main). Von dort bis zu ihrer Mündung verlief die Bieber auf damals bayerischem Gebiet. Nach der militärischen Niederlage im Deutschen Krieg musste Bayern das Verwaltungsgebiet des alten Landgerichtes Orb an Hessen-Nassau abgeben.